# Öja distrikt, Södermanland
Öja distrikt är ett distrikt i Eskilstuna kommun och Södermanlands län. 
Distriktet ligger i västra delen av kommunen vid Hjälmaren. 

## Tidigare administrativ tillhörighet
Distriktet inrättades 2016 och utgörs av socknen Öja i Eskilstuna kommun
Området motsvarar den omfattning Öja församling hade vid årsskiftet 1999/2000.